# Communauté urbaine d'Arras
Pour les articles homonymes, voir CUA.
La communauté urbaine d'Arras (CUA) est une structure intercommunale française, située dans le département du Pas-de-Calais en région Hauts-de-France. Elle est créée le 12 décembre 2012 avec pour date d’effet le 1er janvier 2013. Son siège est situé dans la commune d'Arras, à la citadelle. Elle regroupe 46 communes et totalise 109 776 habitants en 2021. Elle est localisée dans le sud-est du Pas-de-Calais.

## Historique
La communauté urbaine d'Arras est issue du district urbain d'Arras créé en 1965, transformé en 1998 en communauté urbaine.
Comme la communauté a été créée avant la loi Chevènement de 1999, elle n'est pas soumise à ses effets de seuil, ce qui explique que la communauté ait moins de 500 000 habitants.
Elle s'est peu à peu élargie, passant de 10 communes à 39 et parvenant à 104 933 habitants. En 2010, elle comptait 95 035 habitants (dont 33 % ont moins de 25 ans).
La CUA est recréée par un arrêté préfectoral du 12 décembre 2012 qui prend effet le 1er janvier 2013, lors de son élargissement à 15 nouvelles communes portant la superficie du territoire de 171 à 263 km2 (intégrant des communes de la communauté de communes du sud Arrageois et de la communauté de communes de l'Artois),.
La loi portant nouvelle organisation territoriale de la République (Loi NOTRe) du 7 août 2015, prévoyant que les établissements publics de coopération intercommunale (EPCI) à fiscalité propre doivent avoir un minimum de 15 000 habitants, le schéma départemental de coopération intercommunale (SDCI) arrêté par le préfet du Pas-de-Calais le 31 mars 2016 prévoit notamment d'élargir la CUA aux communes de Basseux, Boiry-Saint-Martin, Boiry-Sainte-Rictrude, Ficheux, Ransart, Rivière (communauté de communes La Porte des Vallées) et Rœux (communauté de communes Osartis Marquion), portant ainsi la communauté urbaine d'Arras à 46 communes et 106 955 habitants à partir du 1er janvier 2017.
| Année              | Elargissement | Total           |
| District urbain    | District urbain | District urbain |
| ------------------ | --- | --------------- |
| 1965               | Achicourt, Anzin-Saint-Aubin, Arras, Athies, Beaurains, Dainville, Feuchy, Saint-Nicolas-lès-Arras, Saint-Laurent-Blangy et Tilloy-lès-Mofflaines                                                                   | 10              |
| 1966               | Agny | 11              |
| 1970               | Sainte-Catherine-lès-Arras | 12              |
| 1980               | Bailleul-Sir-Berthoult | 13              |
| 1990               | Monchy-le-Preux | 14              |
| 1991               | Willerval | 15              |
| 1993               | Thélus et Wancourt | 17              |
| Communauté urbaine | |                 |
| 1998               | Farbus, Gavrelle, Mercatel et Neuville-Vitasse | 21              |
| 2001               | Beaumetz-lès-Loges et Wailly | 23              |
| 2002               | Fampoux | 24              |
| 2013               | Acq, Boiry-Becquerelle, Boisleux-au-Mont, Boisleux-Saint-Marc, Boyelles, Écurie, Étrun, Guémappe, Héninel, Hénin-sur-Cojeul, Marœuil, Mont-Saint-Éloi, Neuville-Saint-Vaast, Roclincourt et Saint-Martin-sur-Cojeul | 39              |
| 2017               | Basseux, Boiry-Saint-Martin, Boiry-Sainte-Rictrude, Ficheux, Ransart, Rivière et Rœux | 46              |

## Territoire communautaire

### Géographie
La communauté urbaine d'Arras est à la fois un territoire urbain et rural, comportant une commune centre représentant 41 % de la population totale du territoire, Arras, 7 communes périurbaines et 31 communes rurales.

### Composition
La communauté urbaine est composée des 46 communes suivantes :

| Nom                     | Code Insee | Gentilé             | Superficie (km2) | Population (dernière pop. légale) | Densité (hab./km2) |
| ----------------------- | ---------- | ------------------- | ---------------- | --------------------------------- | ------------------ |
| Arras (siège)           | 62041      | Arrageois           | 11,63            | 42 621 (2022)                     | 3 665              |
| Achicourt               | 62004      | Achicouriens        | 5,94             | 7 899 (2022)                      | 1 330              |
| Acq                     | 62007      | Acquois             | 4,86             | 790 (2022)                        | 163                |
| Agny                    | 62013      | Agnynois            | 6,05             | 1 863 (2022)                      | 308                |
| Anzin-Saint-Aubin       | 62037      | Anzinois            | 5,13             | 2 833 (2022)                      | 552                |
| Athies                  | 62042      | Althéiens           | 4,34             | 1 049 (2022)                      | 242                |
| Bailleul-Sir-Berthoult  | 62073      | Bailleulais         | 9,35             | 1 432 (2022)                      | 153                |
| Basseux                 | 62085      | Basseusiens         | 3,35             | 131 (2022)                        | 39                 |
| Beaumetz-lès-Loges      | 62097      | Beaumésiens         | 4,98             | 1 000 (2022)                      | 201                |
| Beaurains               | 62099      | Beaurinois          | 5,99             | 5 530 (2022)                      | 923                |
| Boiry-Becquerelle       | 62144      | Berlaquins          | 4,54             | 473 (2022)                        | 104                |
| Boiry-Saint-Martin      | 62146      | Boirysiens          | 3,5              | 258 (2022)                        | 74                 |
| Boiry-Sainte-Rictrude   | 62147      | Boirysiens          | 5,81             | 386 (2022)                        | 66                 |
| Boisleux-au-Mont        | 62151      | Boisleusiens        | 4,66             | 522 (2022)                        | 112                |
| Boisleux-Saint-Marc     | 62152      | Boisleusiens        | 3,38             | 256 (2022)                        | 76                 |
| Boyelles                | 62172      | Boyellois           | 4,25             | 366 (2022)                        | 86                 |
| Dainville               | 62263      | Dainvillois         | 11,22            | 5 718 (2022)                      | 510                |
| Écurie                  | 62290      | Écuriens            | 2,99             | 374 (2022)                        | 125                |
| Étrun                   | 62320      | Strumensiens        | 2,22             | 326 (2022)                        | 147                |
| Fampoux                 | 62323      | Fampolois           | 8,64             | 1 243 (2022)                      | 144                |
| Farbus                  | 62324      | Farbusiens          | 3,49             | 631 (2022)                        | 181                |
| Feuchy                  | 62331      | Feuchyssois         | 5,45             | 1 003 (2022)                      | 184                |
| Ficheux                 | 62332      | Ficheusois          | 5,83             | 497 (2022)                        | 85                 |
| Gavrelle                | 62369      | Gavrellois          | 9,02             | 785 (2022)                        | 87                 |
| Guémappe                | 62392      | Gammapiens          | 4,52             | 410 (2022)                        | 91                 |
| Hénin-sur-Cojeul        | 62428      | Héninois            | 6,81             | 528 (2022)                        | 78                 |
| Héninel                 | 62426      | Héninellois         | 5,32             | 188 (2022)                        | 35                 |
| Marœuil                 | 62557      | Marœuillois         | 11,82            | 2 430 (2022)                      | 206                |
| Mercatel                | 62568      | Merlecastelois      | 5,76             | 726 (2022)                        | 126                |
| Monchy-le-Preux         | 62582      | Monchyssois         | 9,26             | 656 (2022)                        | 71                 |
| Mont-Saint-Éloi         | 62589      | Mont-Saint-Élogiens | 15,85            | 1 023 (2022)                      | 65                 |
| Neuville-Saint-Vaast    | 62609      | Neuvillois          | 12,59            | 1 626 (2022)                      | 129                |
| Neuville-Vitasse        | 62611      | Neuvillois          | 6,98             | 484 (2022)                        | 69                 |
| Ransart                 | 62689      | Ransartois          | 7,45             | 400 (2022)                        | 54                 |
| Rivière                 | 62712      | Riviérois           | 11,9             | 1 124 (2022)                      | 94                 |
| Roclincourt             | 62714      | Roclincourtois      | 5,93             | 786 (2022)                        | 133                |
| Rœux                    | 62718      | Rœuxois             | 4,87             | 1 393 (2022)                      | 286                |
| Saint-Laurent-Blangy    | 62753      | Immercuriens        | 9,83             | 6 492 (2022)                      | 660                |
| Saint-Martin-sur-Cojeul | 62761      | Saint-Martinois     | 3,41             | 214 (2022)                        | 63                 |
| Saint-Nicolas           | 62764      | Médiolanais         | 3,19             | 4 548 (2022)                      | 1 426              |
| Sainte-Catherine        | 62744      | Sainte-Catherinois  | 4,4              | 3 533 (2022)                      | 803                |
| Thélus                  | 62810      | Thélusiens          | 8,99             | 1 303 (2022)                      | 145                |
| Tilloy-lès-Mofflaines   | 62817      | Tilloysiens         | 7,69             | 1 564 (2022)                      | 203                |
| Wailly                  | 62869      | Waillysiens         | 9,83             | 1 076 (2022)                      | 109                |
| Wancourt                | 62873      | Wancourtois         | 8,9              | 630 (2022)                        | 71                 |
| Willerval               | 62892      | Willervalois        | 4,05             | 661 (2022)                        | 163                |

### Démographie
| 1968   | 1975   | 1982   | 1990    | 1999    | 2006    | 2011    | 2016    | 2022    |
| ------ | ------ | ------ | ------- | ------- | ------- | ------- | ------- | ------- |
| 89 167 | 98 056 | 99 989 | 101 467 | 103 002 | 105 023 | 106 415 | 107 608 | 109 781 |

### Logement
En 2022, le nombre total de logements dans la communauté urbaine était de 56 005, alors qu'il était de 52 851 en 2016 et de 50 234 en 2011
, soit une progression du nombre total de logements de 11,5 % depuis 2011.
Parmi ces 56 005 logements, 91,1 % étaient des résidences principales, (soit 51 036 logements), 1,0 % des résidences secondaires et 7,8 % des logements vacants. Ces logements étaient pour 60,3 % d'entre eux des maisons individuelles et pour 39,3 % des appartements.
Sur les 51 036 résidences principales, 54,8 % sont occupées par des propriétaires, 44,1 % par des locataires et 1,1 % par des personnes logées gratuitement.
Le tableau ci-dessous présente la typologie des logements dans la communauté urbaine en 2022 en comparaison avec celle du Pas-de-Calais et de la France entière. Une caractéristique marquante du parc de logements est ainsi la faible proportion des résidences secondaires et logements occasionnels (1,0 %) par rapport au département (6,6 %) et à la France entière (9,7 %) ainsi que d'une proportion de logements vacants (7,8 %) inférieure à celle du département (7,2 %) et de la France entière (8 %).
| Typologie                                               | Communauté urbaine | Pas-de-Calais | France entière |
| ------------------------------------------------------- | ------------------ | ------------- | -------------- |
| Résidences principales (en %)                           | 91,1               | 86,2          | 82,3           |
| Résidences secondaires et logements occasionnels (en %) | 1,0                | 6,6           | 9,7            |
| Logements vacants (en %)                                | 7,8                | 7,2           | 8              |

Le tableau ci-dessous présente le type de combustible principal utilisé dans les résidences principales ainsi que l'évolution des différents types de combustible entre 2011 et 2022.
| Type de combustible principal du logement | Communauté urbaine | Communauté urbaine | Communauté urbaine | Pas-de-Calais |
| Type de combustible principal du logement | 2011               | 2022               | △                  | 2022          |
| ----------------------------------------- | ------------------ | ------------------ | ------------------ | ------------- |
| Gaz de ville - réseau de chaleur          | 64,7 %             | 64,1 %             | -0,6               | 51,7 %        |
| Fioul (mazout)                            | 9,2 %              | 5,6 %              | -3,6               | 7,4 %         |
| Électricité                               | 22,0 %             | 23,3 %             | 1,3                | 24,4 %        |
| Gaz en bouteilles ou en citerne           | 0,7 %              | 0,4 %              | -0,3               | 1,0 %         |
| Autres (bois, solaire, géothermie, etc.)  | 3,5 %              | 6,6 %              | 3,1                | 15,5 %        |

### Économie

#### Revenus de la population et fiscalité
En 2021, la communauté urbaine compte 48 819 ménages fiscaux, regroupant 106 040 personnes.
En 2021, le revenu fiscal médian par ménage, le taux de pauvreté des ménages et la part des ménages fiscaux imposés de la communauté urbaine, du département du Pas-de-Calais et de la métropole sont les suivants :
- le revenu fiscal médian par ménage de la communauté urbaine est de 22 930 €, supérieur à celui du département du Pas-de-Calais (20 720 €) et inférieur à celui de la France métropolitaine (23 080 €)[Insee 8],[Insee 9],[Insee 10] ;
- le taux de pauvreté des ménages de la communauté urbaine est de 15,5 %, inférieur à celui du département du Pas-de-Calais (18,4 %) et supérieur à celui de la métropole (14,9 %)[Insee 11],[Insee 12],[Insee 13] ;
- la part des ménages fiscaux imposés dans la communauté urbaine est de 52,8 %, supérieure à celle du département du Pas-de-Calais (44,1 %) et inférieure à celle de la métropole (53,4 %)[Insee 8],[Insee 9],[Insee 10].

#### Emploi
|                       | 2011   | 2016   | 2022   |
| --------------------- | ------ | ------ | ------ |
| CU d'Arras            | 13,6 % | 15,1 % | 12,4 % |
| Département           | 11,3 % | 13,7 % | 11,2 % |
| France métropolitaine | 11,6 % | 13,7 % | 11,7 % |

En 2022, la population âgée de 15 à 64 ans s'élève à 68 733 personnes, parmi lesquelles on compte 73,8 % d'actifs (64,7 % ayant un emploi et 9,1 % de chômeurs) et 26,2 % d'inactifs,. En 2022, le taux de chômage (au sens du recensement) des 15-64 ans est supérieur à celui du département et supérieur à celui de la France métropolitaine.
La communauté urbaine compte 61 211 emplois en 2022, contre 56 728 en 2016 et 57 005 en 2011. Le nombre d'actifs ayant un emploi résidant dans la communauté urbaine est de 45 045, soit un indicateur de concentration d'emploi de 135,9 et un taux d'activité parmi les 15 ans ou plus de 56,7 %.
Sur ces 45 045 actifs de 15 ans ou plus ayant un emploi, 33 250 travaillent dans la communauté urbaine, soit 74 % des habitants. Pour se rendre au travail, 76,0 % des habitants de la communauté urbaine utilisent une voiture, un camion ou une fourgonnette, 10,5 % les transports en commun, 10,7 % s'y rendent en deux-roues motorisé, à vélo ou à pied et 2,8 % n'ont pas besoin de transport (travail au domicile).

#### Entreprises et commerces

##### Activités hors agriculture
En 2022, 8 096 établissements marchands non agricoles sont économiquement actifsdans la  communauté urbaine,,.
| Secteur d'activité                                                                                        | CU d'Arras | CU d'Arras | Département |
| Secteur d'activité                                                                                        | Nombre     | %          | %           |
| --- | ---------- | ---------- | ----------- |
| Ensemble                                                                                                  | 8 096      | 100 %      | (100 %)     |
| Industrie manufacturière, industries extractives et autres                                                | 463        | 5,7 %      | (5,3 %)     |
| Construction                                                                                              | 621        | 7,7 %      | (11,7 %)    |
| Commerce de gros et de détail, transports, hébergement et restauration                                    | 2 178      | 26,9 %     | (22,5 %)    |
| Information et communication                                                                              | 230        | 2,8 %      | (3,6 %)     |
| Activités financières et d'assurance                                                                      | 478        | 5,9 %      | (5,3 %)     |
| Activités immobilières                                                                                    | 368        | 4,5 %      | (5,7 %)     |
| Activités spécialisées, scientifiques et techniques et activités de services administratifs et de soutien | 1 465      | 18,1 %     | (20,2 %)    |
| Administration publique, enseignement, santé humaine et action sociale                                    | 1 470      | 18,2 %     | (15,8 %)    |
| Autres activités de services                                                                              | 823        | 10,2 %     | (9,9 %)     |

La répartition en pourcentage des différents secteurs d'activité de la commune est proche de celle du département.

#### Hôtellerie, camping et autres hébergements collectifs
Au 1er janvier 2025, la communauté urbaine d'Arras dispose de dix-neuf hôtels pour une capacité totale de 954 chambres, d'aucun camping et d'aucun autre type d'hébergement collectif,.

## Organisation

### Siège
Le siège de la communauté urbaine d'Arras est situé en plein cœur 
de la Citadelle d'Arras, construite par Vauban, depuis mai 2012. 

### Élus
La communauté urbaine est administrée par son conseil communautaire, composé de 92 conseillers municipaux issus de chaque commune membre et répartis sensiblement en fonction de leur population. Pour la mandature 2020-206, cette répartition est la suivante :

- 30 délégués pour Arras ;

- 5 délégués pour Achicourt ;

- 4 délégués pour Beaurains, Dainville, Saint-Laurent-Blangy ;

- 3 délégués pour Saint-Nicolas ;

- 2 délégués  Sainte-Catherine ;

- 1 délégué ou son représentant pour les autres communes.
Au terme des élections municipales de 2020 dans le Pas-de-Calais, le conseil communautaire a élu le 13 juillet 2020,son nouveau président,  Frédéric Leturque, maire d'Arras, qui l'emporte face à un conseiller municipal arrageois d'opposition, Alban Heusèle, avec 83 voix sur 84. Ses vice-présidents sont ;
1. Françoise Rossignol, maire de Dainville, chargée des mobilités-transports et des grands projets ;
2. Nicolas Desfachelle, maire de Saint-Laurent-Blangy, chargé de la cohésion territoriale & mutualisation,du  tourisme & attractivité, ainsi qu du numérique ;
3. Alain Cayet, maire de Saint-Nicolas-lez-Arras, chargé des finances, des marchés publics et des achats ;
4. Pierre Ansart, maire de Beaurains, chargé des infrastructures et du cadre de vie ;
5. Jean-Luc Tillard, maire de Beaumetz-les-Loges, chargé du développement des solidarités et des préventions ;
6. Alain Van Ghelder, maire de Sainte-Catherine, chargé de l'urbanisme
7. Nathalie Gheerbrant, conseillère municipale d’Arras, vice-présidente du conseil régional, chargée du développement économique, de l'emploi, de la formation et de l'insertion ;
8. Bernard Milleville, maire de Thélus, chargé de la gestion du patrimoine communautaire ;
9. Thierry Spas, conseiller municipal d'Arras, chargé de l'écolgie et de l'environnement ;
10. Jean-Pierre Puchois, maire de Neuville-Saint-Vaast, chargé de l'agriculture, ruralité & alimentation
11. Emmanuelle Lapouille, conseillère municipale d'Arras, chargée des ressources humaines et de la moderniosation de  l'administration ;
12. Patrick Lemaire,  conseiller municipal d’Achicourt, chargé de l'eau et de l'assainissement ,
13. Cédric Delmotte, maire de Boiry-Saint-Martin, chargé de l'économie sociale et solidaire, de l'économie circulaire et de  la gestion des déchets
14. Vincent Théry, maire de Gavrelle, chargé de l'énergie ;
15. Jean-Pierre Ferri, conseiller municipal d'Arras, chargé de l'habitat, de la politique de la ville et du renouvellement urbain ;

Le bureau communautaire est constitué, pour la mandature 2020-2026, du président, des 15 vice-présidents et de 34 autres membres.

### Liste des présidents
| Période | Période | Identité      | Étiquette    | Qualité |
| ------- | ------- | ------------- | ------------ | --- |
| 1966    | 1975    | Guy Mollet    | SFIO         | Secrétaire Général de la SFIO Maire d'Arras (1945 → 1975) Député du Pas-de-Calais (1945 → 1975) Ministre (1946 → 1947 et 1950 → 1951) Président du Conseil (1956 → 1957)                                            |
| 1975    | 1983    | Michel Darras | SFIO puis PS | Polytechnicien Sénateur du Pas-de-Calais (1965 → 1992) Conseiller général d'Arras-Sud (1961 → 1992) Conseiller municipal d'Arras                                                                                    |
| 1983    | 1995    | Léon Fatous   | PS           | Directeur commercial Maire d'Arras (1975 → 1995) Conseiller général d'Arras-Nord (1967 → 1979) Conseiller général d'Arras-Ouest (1982 → 1987) Député européen (1984 → 1989) Sénateur du Pas-de-Calais (1992 → 2001) |

| Période          | Période                       | Identité                  | Étiquette       | Qualité |
| ---------------- | ----------------------------- | ------------------------- | --------------- | --- |
| 1995             | 2011                          | Jean-Marie Vanlerenberghe | MoDem           | Sénateur du Pas-de-Calais (2011 → ) Maire d'Arras (1995 → 2011) Député européen (1986 → 1989 et 1993 → 1994) Démissionnaire |
| 2011             | 31 juillet 2018               | Philippe Rapeneau         | UMP/LR puis DVD | Maire-adjoint d'Arras ( ? → 2018) Vice-président du conseil régional des Hauts-de-France (2015 → 2018) Décédé en fonction   |
| septembre 2018 , | juillet 2020                  | Pascal Lachambre          | PS              | Maire d'Achicourt (2008 → 2020)                                                                                             |
| juillet 2020,    | En cours (au 14 juillet 2020) | Frédéric Leturque         | DVD             | Maire d'Arras (2011 → ) Conseiller régional des Hauts-de-France (2015 → )                                                   |

### Compétences
La communauté urbaine exerce les compétences qui lui ont été transférées par les communes membres, dans les conditions définies par le code général des collectivités territoriales : Il s'agit notamment de l'urbanisme, l’habitat, le développement économique par les zones d’activités et l’emploi, les transports urbains, l’eau, l’assainissement, les voiries publiques, la collecte et le traitement des déchets, le développement social et solidaire…
Planification urbaine et aménagement
- Schéma de cohérence territoriale
- Plans locaux d’urbanisme[29]
- Création et réalisation de zones d’aménagement concerté (ZAC)
- Création et équipement des zones d’activité industrielle, tertiaire, artisanale[30]

Développement durable et écologie urbaine
- Eau[31]
- Assainissement
- Ordures ménagères : la compétente « déchets » est transférée au SMAV (Syndicat mixte Artois valorisation) qui exerce également pour la communauté de communes du Sud-Artois et une partie de la communauté de communes des Campagnes de l'Artois[32]
- Trame Verte et Bleue[33]
- Création de sentiers et de pistes cyclables
- Sensibilisation au développement durable[34]
- Soutien aux actions de maîtrise d'énergie[35]

Développement économique
- Actions de développement économique : suivi de l’implantation et du développement des entreprises et aides aux entreprises[36]
- Emploi / Formation / Insertion
- Construction et exploitation d’un réseau de télécommunication à haut débit et très haut débit[37]
- Actions de promotion du tourisme communautaire

Développement social et solidaire
- Programme local de l’habitat[38]
- Subventions et garanties d’emprunt pour la construction de logements en location et accession sociales, pour l’amélioration de l’habitat et pour la résorption de l’habitat insalubre
- Animation de dispositifs contractuels et financement d’investissements liés à la rénovation urbaine[39]
- Politique de prévention de la délinquance et de sécurité[40]
- Accueil des gens du voyage (3 aires d’accueil / 1 aire de grands passages)[41]
- Gestion d’une fourrière et d’un refuge pour animaux
- Santé

Infrastructures et transports
- Transports urbains de voyageurs[42]
- Transport des Personnes à Mobilité Réduite[43]
- Voiries d’intérêt communautaire
- Crématorium

Planification et aménagement rural
- Services d’aides aux communes rurales selon conventions particulières (conseils, montage de dossiers, suivi de travaux…)
- Fonds de concours aux communes rurales

### Régime fiscal et budget
La communauté urbaine est un établissement public de coopération intercommunale à fiscalité propre.
Afin de financer l'exercice de ses compétences, l'intercommunalité perçoit, comme toutes les communautés urbaines,  la fiscalité professionnelle unique (FPU) – qui a succédé à la taxe professionnelle unique (TPU) – et assure une péréquation de ressources entre les communes résidentielles et celles dotées de zones d'activité.
Elle ne verse pas de dotation de solidarité communautaire (DSC) à ses communes membres.

## Projets et réalisations
Urbanisme et aménagement
À la suite du départ du 601e régiment de circulation routière (RCR) d’Arras, la Citadelle a été requalifiée et est devenue un nouveau quartier de la ville, avec logements (depuis 2015), entreprises, administration... Une reconversion de la Citadelle souvent citée en exemple.
Environnement
La CUA a mis en service fin 2016 une chaufferie biomasse a Arras destinée à alimenter en chaleur l’hôpital, la Citadelle et 8 500 logements, au moyen de 20 km de canalisations qui desservent 77 abonnés différents (105 à terme) dont la ville d’Arras (écoles, crèches, piscine Daullé, etc.), le centre hospitalier, la clinique des Bonnettes, des logements de Pas-de-Calais Habitat, différents bâtiments du Département dont des collèges, qui représentent 7200 équivalents logements. L'installation est dotée de 3 chaudières à haut rendement, soit une puissance de 15,5 MW, dont 55 % du bois a été coupé à moins de 150 km. La CUA « vise en 2050 l’autonomie énergétique du territoire ».

## Pour approfondir